# Cash Investigation
Pour les articles homonymes, voir Enquête.
Cash Investigation est une émission de télévision française d'investigation diffusée sur France 2 depuis le 27 avril 2012. Elle est présentée par Élise Lucet (ancienne présentatrice du journal de 13 heures sur la même chaîne et de Pièces à Conviction, émission similaire sur France 3).
Elle s'attache à enquêter dans le « monde merveilleux des affaires », selon la formule ironiquement prononcée par la présentatrice à chaque début d'émission. Les enquêtes abordent les dérives des grandes entreprises, de la finance, du marketing (ex. : verdissage, neuromarketing, travail des enfants, etc.), elles s'attaquent aussi au détournement d'argent public, à l'évasion fiscale, à l'influence des lobbies, aux conflits d'intérêts et à la manipulation de l'information par les spin doctors (conseillers en communication).
L'émission produite par Premières Lignes, l'agence de presse du grand reporter Paul Moreira et de Luc Hermann, s'inscrit dans la lignée des programmes d'investigation télévisés comme 60 Minutes, Panorama, Frontline et Enquête.

## Ambitions de l'émission
En 2012 à l'occasion d'une entrevue avec Télérama, Élise Lucet indique « L'idée de départ, c'était de court-circuiter les campagnes de communication des multinationales. Aujourd'hui, ces groupes sont trop bien armés. On ne peut plus approcher un dirigeant d'entreprise sans être escorté par quatre attachés de presse. La machine est trop bien huilée. Les entreprises passent leur temps à polir leur image, allumant un contre-feu à la moindre polémique, faisant fuiter les infos qu'elles veulent, retenant les autres. Il faut redoubler d'ingéniosité pour enrayer ce système de communication et découvrir la vérité qui se cache derrière le discours publicitaire. »

Elle déclare d'ailleurs au sujet de l'émission : 

« après 2008 et Lehman Brother [sic], des murailles se sont effondrées. Ça a éveillé des consciences, y compris les nôtres. On n'aurait pas fait Cash dans les années 90, c'est vrai. Mais pour une autre raison également : il y avait très peu d'investigation dans les médias. Aujourd'hui, à notre direction, ils ne sont pas idiots : ils voient bien que l'investigation ça marche, Médiapart ça marche, etc. Les téléspectateurs nous réclament ça : on veut un journalisme pugnace, impertinent. Le journalisme à la pépère, c'est fini. [...] j'ai toujours refusé de dîner avec un politique, un industriel. Je leur réponds : « Je n'ai pas le temps », ou : « Je n'ai plus faim… » Pas par militantisme, mais chacun à sa place : il faut zéro connivence avec ces gens-là. À cause de ces connivences, le journalisme souffre d'une grave défiance. »

Lors de la saison 2 (2013), l'émission s'est dotée d'un site web (un blog) animé par sa rédaction. Il expose les documents exclusifs révélés par l'émission et prolonge les enquêtes. Sa mise à jour a cessé fin 2013.
Le 1er avril 2016, Cash Investigation annonce dans une vidéo qu'une émission tournée dans le plus grand secret sera diffusée le mardi 5 avril. Le surlendemain, Élise Lucet annonce un premier indice pour cette enquête pour 20 heures. Selon elle, cette « enquête secrète va faire du bruit partout dans le monde ». Il s'agit des « Panama Papers », une enquête internationale à partir d'une fuite massive d'informations sur des sociétés-écrans hébergées au Panama,. L'enquête est réalisée en collaboration avec des journalistes de l'ICIJ (consortium international des journalistes d'investigation) membres de 109 autres rédactions dans 76 pays, dont Le Monde pour la France.

## Rédacteurs en chef
Les rédacteurs en chef sont :
- Saison 2012-2013 : Élise Lucet, Laurent Richard et Jean-Pierre Canet ;
- Saison 2013-2014 : Élise Lucet et Jean-Pierre Canet ;
- Saison 2014-2015 : Élise Lucet et Benoît Bringer ;
- Saison 2016 : Élise Lucet et Emmanuel Gagnier.

## Diffusion
Chaque émission de la saison 1 (année 2012) propose également, en seconde partie, le portrait d'un lanceur d'alerte.
La chaîne a doté la première saison de huit éditions, avant d'en tirer le bilan et de reconduire le programme en 2013.
Face aux menaces de déprogrammation de l'émission, des téléspectateurs ont mis en ligne une pétition pour réclamer la reconduite du programme. L'émission est finalement de retour en juin 2013.
La saison 2 propose cinq numéros. Le reportage sur l'évasion fiscale, diffusé en prime time à la suite de l'affaire Cahuzac, est un succès d'audience et critique.
La saison 3 marque le passage régulier de l'émission en prime time le mardi soir même si certains numéros continuent d'être programmés en deuxième partie de soirée le lundi.
En juillet 2015, Premières Lignes décide de mettre en ligne toutes les enquêtes de l'émission sur YouTube,.
À l'occasion de la saison 3, les équipes de l'émission réalisent pour la première fois une enquête spécialement pour Internet. Diffusé sur Francetvinfo.fr, ce reportage intitulé « Ces entreprises qui vendent des systèmes de sécurité aux pires dictatures de la planète » complète l'enquête sur le « business de la peur » diffusé le 21 septembre 2015.

## Audiences
En 2013, cette émission, diffusée en deuxième partie de soirée, affichait en moyenne sur l'année, 10,6 % d'audience.
En 2018, le magazine a fédéré en audience veille 3,1 millions de téléspectateurs en moyenne, soit 14,1 % du public.
| Date de diffusion / Saison              | Date de diffusion / Saison | Sujet                                                   | Audience moyenne          | Audience moyenne | Références |
| Date de diffusion / Saison              | Date de diffusion / Saison | Sujet                                                   | Nombre de téléspectateurs | PDM              | Références |
| --------------------------------------- | -------------------------- | ------------------------------------------------------- | ------------------------- | ---------------- | ---------- |
| 11 juin 2013                            | Saison 2                   | Évasion fiscale                                         | 3 600 000                 | 14,7 %           | [ 14 ]     |
| 2 octobre 2013                          | Saison 2                   | Foot-business                                           | 1 600 000                 | 10,6 %           | [ 15 ]     |
| 7 octobre 2014                          | Saison 3                   | « Industrie du tabac : la grande manipulation »         | 2 500 000                 | 10 %             | [ 16 ]     |
| 4 novembre 2014                         | Saison 3                   | « Les secrets inavouables de nos téléphones portables » | 3 600 000                 | 14,7 %           | [ 17 ]     |
| 3 mars 2015                             | Saison 3                   | « Quand les actionnaires s'en prennent à vos emplois »  | 3 270 000                 | 13,8 %           | [ 16 ]     |
| 7 septembre 2015 (2de partie de soirée) | Saison 4                   | « Mon président est en voyage d'affaires »              | 1 100 000                 | 15,1 %           | [ 18 ]     |
| 26 septembre 2017                       | Saison 6                   | « Travail, ton univers impitoyable »                    | 3 812 000                 | 17,7 %           | [ 19 ]     |
| 16 mars 2023                            | Saison 11                  | « 10 ans de révélations »                               | 1 855 000                 | 9,8 %            | ,          |

Légende :
- Les plus hauts chiffres d'audience
- Les plus bas chiffres d'audience

## Critiques et controverses

### Critiques positives
En 2012, l'émission a reçu des critiques positives dans la presse :
- Le Monde évoque « des enquêtes sans concession, rondement menées et clairement exposées ; un travail patient et sérieux, qui évite de se prendre trop au sérieux » et indique que « Cash Investigation serait passé inaperçu dans un monde où l'information aurait les coudées franches. Autant dire qu'on l'a remarqué. »[22] ;
- Télérama salue le « courage » d'Élise Lucet, estimant l'émission « redoutable et salutaire »[23] ;
- Le Nouvel Observateur apprécie quant à lui le ton « direct et malicieux, les enquêtes fouillées, les révélations corrosives »[24] ;
- Marianne indique « un fort didactique reportage »[25].

En 2013, le sérieux des enquêtes est à nouveau souligné par la critique :
- Pascal Riché, le cofondateur de Rue89, indique que « l'émission Cash investigation, lancée il y a quelques mois, continue de tenir ses promesses, donnant un coup de vieux aux autres magazines journalistiques », en ajoutant que « le travail réalisé par cette équipe de journalistes, autour d'Élise Lucet, est impressionnant »[26] ;
- le magazine Challenges souligne que « la qualité journalistique des investigations, le ton malicieux du montage et du commentaire qui les accompagnent et la scénarisation des films n'y sont pas pour rien »[12].

### Controverses
Guidée par l'objectif supérieur d'« enrayer ce système de communication et découvrir la vérité qui se cache derrière le discours publicitaire » (des entreprises), l'émission a été accusée dans La Tribune de recherche de sensationnel et de « mise en scène de la recherche de la vérité ».
Pour le magazine Challenges, la proposition centrale de l'émission est que « l'entreprise trompe les gens », ce qui selon ce journal peut, parfois, revêtir un aspect caricatural et réducteur. L'Express parle pour sa part de « la mise en scène de l'information ».
Quelques sujets d'enquêtes ont suscité des critiques ou des procédures judiciaires, perdues par les détracteurs de l'émission :
- En juin 2012, le WWF (Fonds mondial pour la nature) a poursuivi France 2 en justice, afin d'interdire la diffusion d'une interview de la direction de l'ONG. La justice a tranché en faveur de France 2[30].
- Le 2 octobre 2013, l'émission révèle que l'État français a sanctionné, en septembre 2012, le centre de formation de la société Jardiland à hauteur de 3,2 millions d'euros pour une manœuvre frauduleuse concernant des centaines de fausses formations entre 2007 et 2011, en vue de percevoir en toute illégalité des subventions des organismes collecteurs de la formation professionnelle[31],[26]. La société Jardiland a annoncé qu'elle allait porter plainte en diffamation contre France Télévisions[32], accusant publiquement l'enquête de Cash Investigation d'être « fantaisiste ». En avril 2015, plus d'un an après la diffusion, à la suite du dépôt de preuves des équipes de Cash Investigation en justice, Jardiland s'est désisté mettant fin aux poursuites[33].
- En 2015, Rachida Dati critique l'émission à cause des questions posées sur un lien éventuel entre Rachida Dati et la société Engie (ex GDF-Suez)[34].
- En 2015, Élise Lucet manifeste au sein du collectif « Informer n'est pas un délit » contre le projet de loi française concernant le droit du secret des affaires (un amendement dont l'inclusion est prévue dans la Loi pour la croissance, l'activité et l'égalité des chances économiques, dite « Loi Macron »), parce qu'il aura pour conséquence d'entraver la réalisation d'émissions telles que Cash Investigation[35]. Fin 2015 doit sortir un livre : « vingt grands journalistes d'investigation français vont cosigner un livre pour raconter les pressions auxquelles ils sont soumis, les mises sous surveillance, etc. »[36].

« Opposer des faits aux affirmations des politiques est assurément un des grands défis dans l'interview politique. À condition que les journalistes n'empruntent pas aux politiques leur rouerie et leur vilaine manie de piocher dans un rapport le seul chiffre qui les arrange. »
- Après la diffusion le 2 février 2016 du numéro « Produits chimiques, nos enfants en danger », l'Association française pour l'information scientifique publie un communiqué dans lequel elle souligne que le documentaire induit en erreur le téléspectateur en proférant des contrevérités factuelles comme la transformation du titre de la synthèse de l'EFSA de « Plus de 97 % des aliments contiennent des résidus de pesticides dans les limites légales dont 54,6 % ne contiennent aucun résidu détectable », soit 3% dépassent les limites, en « Plus de 97 % des aliments contiennent des résidus de pesticides »[37]. Le 29 février 2016, Le Monde met en cause le rapport de l'EFSA en affirmant notamment que « la communication de l'EFSA relève donc au mieux de l'erreur, au pire de la supercherie. (...) L'EFSA précisait aussi que « 54,6 % des échantillons » ne contiennent « aucun résidu détectable ». Il faut le dire sans barguigner : cette affirmation de l'EFSA est fausse. Le terme qui aurait dû être utilisé est « quantifiable » et non « détectable »[38] car cela correspond à deux notions de chimie différentes. L'AFIS revient quelques semaines plus tard sur le sujet en publiant un article plus détaillé intitulé « Comment les téléspectateurs ont été abusés par Cash Investigation »[39]. Le reportage fait pourtant référence[40] à une page de l'EFSA indiquant comme titre « Plus de 97 % des aliments contiennent des résidus de pesticides dans les limites légales », mais les journalistes n'ont pas tenu compte du résumé précisant « dont presque 55 % sans aucune trace détectable de ces produits chimiques »[41], cette partie étant d'ailleurs masquée dans le reportage[40].
  - Le 29 juillet 2016, le Conseil supérieur de l'audiovisuel (CSA), saisi par des parlementaires, a publié une décision relative au dossier de Cash Investigation sur les pesticides. Le conseil « a regretté que les journalistes aient indiqué de manière erronée qu'une étude de l'Autorité européenne de sécurité alimentaire avait révélé que 97 % des denrées alimentaires contenaient des résidus de pesticides » et a demandé à France Télévisions de « respecter, à l'avenir, leurs obligations en matière de rigueur dans la présentation et le traitement de l'information[42]. »
  - Le 26 octobre 2016, l'EFSA publie son nouveau rapport annuel sur les résidus de pesticides dans les aliments[43]. À la suite de la polémique, l'EFSA a changé les termes techniques de son rapport : il n'est cette fois plus question de limite de détection (LOD) dans les résidus de pesticides mais bien de limite de quantification des résidus de pesticides (LOQ)[44].
- En octobre 2016, le premier adjoint de la ville de Nice apporte, en direct, des éléments contradictoires aux affirmations de l'émission, relatives au coût et à l'utilisation d'un stade de la ville[45]. L'élu apporte des informations en sens contraire, diffusées publiquement via un site internet dédié[46], auxquelles les responsables de l'émission de France 2 apportent quelques précisions[47].
- À l'occasion de la diffusion de l'émission du 21 mars 2017 sur les actes de pédophilie dans l'Église catholique, la Conférence des évêques de France souligne et dénonce les méthodes qu'elle juge accusatoires pratiquées par les journalistes de l'émission[48].
- Le 2 février 2021, certains des salariés de Hoist Finance avaient lancé une procédure d'urgence en référé pour empêcher la diffusion de l'émission du 4 février 2021, le tribunal de grande instance de Paris donnera raison aux journalistes le matin du 4 février 2021 juste avant la diffusion de l'émission[49].

Reporters sans frontières (RSF) dénonce une campagne de cyberharcèlement visant Marine Jankowski et Justine Zambrano, deux journalistes ayant participé à l'émission sur la famille Mulliez « Auchan, Décathlon, les secrets d’une famille en or », diffusée le 6 février 2025 où une jeune chinoise de 12 ans indique travailler dans une usine de textile, prestataire de Decathlon, alors que le travail des enfants de moins de 16 ans est interdit en Chine, et prouvant aussi que cette marque a recours au travail forcé de Ouighours.

## Liste des émissions

### Saison 1 (2012 - 2013)
| N° | Date          | Titre                                                            | Réalisateur                            | Sujet, commentaires                                                                                    | Vues sur YouTube |
| -- | ------------- | ---------------------------------------------------------------- | -------------------------------------- | --- | ---------------- |
| 1  | 27 avril 2012 | « Les vendeurs de maladies »                                     | Laurent Richard et Wandrille Lanos     | Industrie pharmaceutique, puis des paysannes indiennes contre coca. Portrait : Shanti Senthikuma.      | 1 202 267        |
| 2  | 4 mai 2012    | « Marketing vert : le grand maquillage »                         | Jean-Pierre Canet et Martin Boudot     | Écoblanchiment, WWF, Areva. Portrait : Jeffrey Wigand.                                                 | 336 541          |
| 3  | 11 mai 2012   | « Paradis fiscaux : les petits secrets des grandes entreprises » | Edouard Perrin                         | Évasion fiscale. Portrait : The Yes Men.                                                               | 151 380          |
| 4  | 18 mai 2012   | « Toxic fringues »                                               | Marie Maurice                          | Vêtements à bas coût (Zara, Inditex), délocalisation, travail des enfants. Portrait : Erin Brockovich. | 290 743          |
| 5  | 25 mai 2012   | « Neuromarketing : votre cerveau les intéresse »                 | Benoît Bringer                         | Neuromarketing, SNCF, L'Oréal, puis la marchandisation de l'eau (avec Jean-Luc Touly).                 | 654 430          |
| 6  | 1er juin 2012 | « La mort programmée de nos appareils »                          | Anna Salzberg et Wandrille Lanos       | Obsolescence programmée, puis le sel alimentaire et Portrait du chercheur Pierre Mèneton.              | 977 319          |
| 7  | 8 juin 2012   | « La finance folle »                                             | Irène Bénéfice et Olivier Toscer       | Transactions à haute fréquence (speed traders), puis prothèses mammaires (de PIP) avec Richard Abs.    | 681 139          |
| 8  | 15 juin 2012  | « Sucre : comment l'industrie vous rend accros»                  | Edouard Perrin et Jean-Baptiste Renaud | L'industrie du sucre en France. Portrait : « Pablo Fajardo contre les compagnies pétrolières ».        | 700 753          |

### Saison 2 (2013 - 2014)
| N° | Date                       | Heure   | Titre                                                                                   | Réalisateur                                         | Sujet, commentaires                                | Audience (téléspectateurs) | Part d'audience | Vues sur YouTube |
| -- | -------------------------- | ------- | --------------------------------------------------------------------------------------- | --------------------------------------------------- | -------------------------------------------------- | -------------------------- | --------------- | ---------------- |
| 1  | mardi 11 juin 2013         | 20 h 45 | « Le scandale de l'évasion fiscale : révélations sur les milliards qui nous manquent », | Valentine Oberti, Wandrille Lanos et Edouard Perrin | Fiscalité, affaire des évadés fiscaux              | 3 600 000                  | 14,7 %          | 557 261          |
| 2  | mercredi 11 septembre 2013 | 22 h 15 | « Foot business : enquête sur une omerta »                                              | Martin Boudot                                       | Économie du football                               | 1 400 000                  | 9,7 %           | 1 106 874        |
| 3  | mercredi 18 septembre 2013 | 22 h 30 | « Les récoltes de la honte »                                                            | Wandrille Lanos                                     | Grande distribution, corruption, esclavage moderne | 1 300 000                  | 9,7 %           | 1 104 767        |
| 4  | mercredi 25 septembre 2013 | 22 h 35 | « Diesel : la dangereuse exception française »                                          | Edouard Perrin                                      | Diesel, filtre à particules, santé                 | 1 070 000                  | 9,5 %           | 183 982          |
| 5  | mercredi 2 octobre 2013    | 22 h 35 | « Formation professionnelle, le grand détournement »,                                   | Benoît Bringer                                      | Formation continue, financement des syndicats      | 1 400 000                  | 12,1 %          | 435 353          |

### Saison 3 (2014 - 2015)
| N° | Date                  | Heure   | Titre                                                   | Réalisateur                       | Sujet, commentaires                                               | Audience (téléspectateurs) | Part d'audience | Vues sur YouTube |
| -- | --------------------- | ------- | ------------------------------------------------------- | --------------------------------- | ----------------------------------------------------------------- | -------------------------- | --------------- | ---------------- |
| 1  | mardi 7 octobre 2014  | 20 h 50 | « Industrie du tabac : la grande manipulation »         | Laurent Richard                   | Parlement européen, Cigarettiers, Lobbying, Gouvernement français | 2 500 000                  | 10 %            | 1 261 778        |
| 2  | mardi 4 novembre 2014 | 20 h 50 | « Les secrets inavouables de nos téléphones portables » | Martin Boudot avec Jules Giraudat | Smartphone, Nokia, Apple, Samsung, Huawei, Chine                  | 3 600 000                  | 14,7 %          | 3 517 220        |
| 3  | mardi 3 mars 2015     | 20 h 50 | « Quand les actionnaires s'en prennent à vos emplois »  | Edouard Perrin                    | Sanofi, Samsonite (Bain Capital), Pages-Jaunes                    | 3 200 000                  |                 | 888 462          |

### Saison 4 (2015 - 2016)
| N° | Date                    | Heure   | Titre                                           | Réalisateur          | Sujet, commentaires | Audience (téléspectateurs) | Part d'audience | Vues sur YouTube |
| -- | ----------------------- | ------- | ----------------------------------------------- | -------------------- | --- | -------------------------- | --------------- | ---------------- |
| 1  | lundi 7 septembre 2015  | 23 h 5  | « Mon président est en voyage d'affaires »      | Laurent Richard      | Politique étrangère de la France, diplomatie, droits de l'homme                                                                | 1 100 000                  | 15,1 %          | 1 079 581        |
| 2  | lundi 14 septembre 2015 | 23 h 5  | « Santé : la loi du marché »                    | Sylvain Louvet       | Tarification à l'activité, médicaments, Sécurité sociale, industrie pharmaceutique, lobby pharmaceutique                       | 1 100 000                  | 13,7 %          | 299 921          |
| 3  | lundi 21 septembre 2015 | 23 h 5  | « Le business de la peur »                      | Jean-Pierre Canet    | Sécurité nationale, serrures biométriques, usurpation d'identité, piratage, vidéosurveillance, PARAFES                         | 1 084 000                  | 13,5 %          | 817 171          |
| 4  | 6 octobre 2015          | 20 h 55 | « Marketing : les stratégies secrètes »         | Wandrille Lanos      | Commerce des données personnelles (collectées via télémarketing, trace numérique, carte de fidélité), ciblage. iPhone. Danone. | 2 866 000                  | 12,2 %          | 1 008 570        |
| 5  | mardi 2 février 2016    | 20 h 55 | « Produits chimiques, nos enfants en danger »   | Martin Boudot        | Pesticides, cancer, anomalies de naissance, multinationales...                                                                 | 3 120 000                  | 13,2 %          | 579 166          |
| 6  | mardi 22 mars 2016      | 20 h 55 | « Salariés à prix cassés : le grand scandale »  | Sophie le Gall       | Travailleurs détachés, Bouygues, Géodis (SNCF)                                                                                 | 2 570 000                  | 12,1 %          | 800 948          |
| 7  | mardi 5 avril 2016      | 20 h 55 | Paradis fiscaux : le casse du siècle            | Benoît Bringer       | Panama Papers, évasion fiscale, sociétés écran                                                                                 | 3 568 000                  | 17,1 %          | 2 988 334        |
| 8  | mardi 24 mai 2016       | 20 h 55 | « Climat : le grand bluff des multinationales » | Jean-Baptiste Renaud | Marché du carbone, Engie, Total, Lafarge, Écoblanchiment                                                                       | 2 659 000                  | 12,4 %          | 1 619 426        |
| 9  | lundi 27 juin 2016      | 22 h 40 | « Dopage : ça roule toujours »                  | Sophie le Gall       | Dopage, sportif, Bernard Sainz (« docteur Mabuse »)                                                                            | 1 051 000                  | 7,6 %           | 757 684          |

### Saison 5 (2016 - 2017)
Cette saison voit l'arrivée de Cash Impact, qui vise à prendre le relais des enquêtes de Cash Investigation, et analyser les conséquences de l'enquête en France et dans le monde.
| N° | Date                    | Heure   | Titre                                                             | Réalisateur                    | Sujet, commentaires                                                         | Audience (téléspectateurs) | Part d'audience | Vues sur YouTube |
| -- | ----------------------- | ------- | ----------------------------------------------------------------- | ------------------------------ | --------------------------------------------------------------------------- | -------------------------- | --------------- | ---------------- |
| 1  | mardi 13 septembre 2016 | 20 h 55 | « Industrie agro-alimentaire : business contre santé »            | Sandrine Rigaud                | Nitrite, étiquetage nutritionnel, ANIA                                      | 2 764 000                  | 13,3 %          | 1 552 874        |
| 2  | mardi 18 octobre 2016   | 20 h 55 | « Marchés publics : le grand dérapage »                           | Loïc Tanant, Nolwenn Le Fustec | Partenariat public-privé, Vinci, Microsoft, Pôle emploi                     | 2 901 000                  | 13,5 %          | 751 381          |
| 3  | mardi 24 janvier 2017   | 20 h 55 | « Razzia sur le bois, les promesses en kit des géants du meuble » | Marie Maurice                  | IKEA, déforestation en Roumanie, Holzindustrie Schweighofer (de), APP, PEFC | 3 130 000                  | 13,6 %          | 618 972          |
| 4  | mardi 28 février 2017   | 23 h 0  | Cash Impact : « les nouvelles révélations des Panama Papers »     | Benoît Bringer                 | Suite et conséquences de l'enquête de 2016 sur les Panama Papers            | 714 000                    | 10,1 %          | 383 241          |
| 5  | mardi 21 mars 2017      | 20 h 50 | « Pédophilie dans l'Église : le poids du silence »                | Martin Boudot                  | Pédophilie, prêtre, Église catholique                                       | 2 175 000                  | 9,8 %           | 764 244          |

### Saison 6 (2017 - 2018)
| N° | Date                    | Heure   | Titre                                                                   | Réalisateur          | Sujet, commentaires | Audience (téléspectateurs) | Part d'audience | Vues sur YouTube |
| -- | ----------------------- | ------- | ----------------------------------------------------------------------- | -------------------- | --- | -------------------------- | --------------- | ---------------- |
| 1  | mardi 26 septembre 2017 | 20 h 55 | « Travail, ton univers impitoyable »                                    | Sophie Le Gall       | Lidl, Free, burnout, maladies professionnelles, harcèlement au travail | 3 812 000                  | 17,7 %          | 2 753 250        |
| 2  | mardi 3 octobre 2017    | 22 h 55 | Cash impact : « Diesel : est-ce que les constructeurs nous enfument ? » | Jules Giraudat       | Suite et conséquences de l'enquête de 2013 consacrée au diesel | 861 000                    | 9,4 %           | 420 498          |
| 3  | mardi 7 novembre 2017   | 21 h 0  | « Les « Paradise Papers » : au cœur d'un scandale mondial »             | Édouard Perrin       | L'enquête est consacrée aux multinationales et ressources naturelles | 2 815 000                  | 12,6 %          | 1 297 625        |
| 4  | mardi 28 novembre 2017  | 21 h 0  | « Coton, l'envers de nos T-shirts »                                     | Sandrine Rigaud      | La production de coton en Ouzbékistan et leur transformation au Bangladesh | 2 400 000                  | 10,7 %          | 790 873          |
| 5  | mardi 16 janvier 2018   | 21 h 0  | « Produits laitiers : où va l'argent du beurre ? »                      | Jean-Baptiste Renaud | Patrons mutiques, comptes introuvables, éleveurs à bout, Lactalis, Sodiaal, élevage intensif en Nouvelle-Zélande, quotas laitiers | 3 500 000                  | 16 %            | 899 004          |
| 6  | mardi 27 février 2018   | 22 h 35 | Cash Impact : « Pesticides : notre santé en danger »                    | Elizabeth Drévillon  | Suite de l'enquête de 2016. Pesticides, agriculture, vignoble de Bordeaux, de Bourgogne, Tyrone Hayes, Syngenta, cancérogène, mutagène et reprotoxique (CMR), INSERM étude PELAGIE, atrazine, production en France de produits chimiques interdits, export vers des pays qui produisent des aliments vendus en France, recyclage illégal bidons produits toxiques | 900 000                    | 7,4 %           | 217 291          |
| 7  | mardi 13 mars 2018      | 21 h 0  | L'eau : scandale dans nos tuyaux                                        | Marie Maurice        | Alimentation en eau potable, Saur, Nîmes Métropole, marché public, assainissement en France, cartel, SIAAP, OTV, Dominique Paillé | 3 200 000                  | 14,3 %          | 1 042 201        |
| 8  | mardi 22 mai 2018       | 20 h 55 | Affaire Sarkozy - Kadhafi : soupçons sur des millions                   | Nicolas Vescovacci   | Affaire Sarkozy-Kadhafi | 2 810 000                  | 13,1 %          | 3 045 591        |

### Saison 7 (2018 - 2019)
| N° | Date                    | Heure   | Titre                                                    | Réalisateur                     | Sujet, commentaires | Audience (téléspectateurs) | Part d'audience | Vues sur YouTube |
| -- | ----------------------- | ------- | -------------------------------------------------------- | ------------------------------- | --- | -------------------------- | --------------- | ---------------- |
| 1  | mardi 11 septembre 2018 | 21 h 10 | « Plastique : la grande intox »                          | Sandrine Rigaud                 | Matière plastique, déchets, recyclage, principe pollueur-payeur                                                                           | 2 654 000                  | 13,5 %          | 1 833 814        |
| 2  | mardi 9 octobre 2018    | 21 h 10 | « Luxe : les dessous chocs »                             | Zoé de Bussierre                | LVMH, Kering, Max Mara, luxe, fourrure animale                                                                                            | 2 427 000                  | 11,4 %          | 3 274 424        |
| 3  | mardi 27 novembre 2018  | 21 h 10 | « Implants : tous cobayes ? »                            | Marie Maurice et Edouard Perrin | ANSM, prothèse | 2 100 000                  | 10 %            | 552 484          |
| 4  | mardi 5 février 2019    | 21 h 0  | « Pêche industrielle : gros poissons en eaux troubles »  | Sophie Le Gall                  | Thon albacore, Petit Navire, thon rouge                                                                                                   | 2 120 000                  | 10,5 %          | 641 626          |
| 5  | mardi 23 avril 2019     | 21 h 10 | « Sociétés HLM : loyers modérés pour business démesuré » | Sophie Roland                   | habitation à loyer modéré, contrat de bail, corruption                                                                                    | 2 050 000                  | 10 %            | 313 706          |
| 6  | mardi 18 juin 2019      | 21 h 10 | « Multinationales : hold-up sur nos fruits et légumes »  | Linda Bendali                   | Production de semences, valeur nutritionnelle, travail des enfants. Organisations: Monsanto, DuPont, Syngenta, Limagrain, Kokopelli, GNIS | 2 396 000                  | 12,1 %          | 789 489          |

### Saison 8 (2019 - 2020)
| N° | Date                    | Heure  | Titre                                           | Réalisateur                   | Sujet, commentaires | Audience (téléspectateurs) | Part d'audience |
| -- | ----------------------- | ------ | ----------------------------------------------- | ----------------------------- | --- | -------------------------- | --------------- |
| 1  | mardi 24 septembre 2019 | 21 h 5 | « Au secours, mon patron est un algorithme »    | Sandrine Rigaud               | Ubérisation, micro-entrepreneur, droit du travail, application (informatique), intelligence artificielle, Figure Eight Inc. (en)                                                                                               | 1 990 000                  | 9,5 %           |
| 2  | 29 octobre 2019         | 23 h   | « Cannabis, la multinationale du blanchiment »  | Nicolas Vescovacci            | Blanchiment d'argent | ?                          | ?               |
| 3  | 19 novembre 2019        | 21 h 5 | « Qui profite de nos impôts ? »                 | Sophie Roland et Julie Pichot | Histoire de l'impôt en France, crédit d'impôt pour la compétitivité et l'emploi, prélèvement forfaitaire unique, Super crédit d'impôt recherche. Organisations : Groupe Carrefour, Institut de recherche technologique SystemX | 1 960 000                  | 9,2 %           |
| 4  | 19 mai 2020             | 21 h 5 | « Égalité hommes femmes : balance ton salaire » | Zoé de Bussierre              | Inégalités hommes-femmes, plafond de verre, inégalités de revenus salariaux entre hommes et femmes | 1 370 000                  | 5,8 %           |

### Saison 9 (2020 - 2021)
| N° | Date                   | Heure  | Titre                                                  | Réalisateur     | Sujet, commentaires | Audience (téléspectateurs) | Part d'audience |
| -- | ---------------------- | ------ | ------------------------------------------------------ | --------------- | --- | -------------------------- | --------------- |
| 1  | jeudi 10 décembre 2020 | 21 h 0 | « Services publics : liberté, égalité, rentabilité ? » | Marie Maurice   | Service public en France, budget de l'État français, service civique                                                                                 | 2 298 000                  | 10,6 %          |
| 2  | jeudi 4 février 2021   | 21 h 5 | « Nos très chères banques »                            | Mathieu Robert  | Banque, dette, agios | 2 300 000                  | 10,4 %          |
| 3  | jeudi 1er avril 2021   | 21 h 5 | « Alcool : les stratégies pour nous faire boire »      | Véronique Blanc | Consommation d'alcool, industrie de l'alcool, politique de distribution, Pernod Ricard, influenceur numérique, loi Évin, financement de la recherche | 1 850 000                  | 8,3 %           |
| 4  | jeudi 20 mai 2021      | 21 h 5 | « Nos données personnelles valent de l'or ! »          | Linda Bendali   | Traitement des données de santé, Règlement général sur la protection des données, Big data, GAFAM, CNIL, Carte Vitale, Google, IQVIA, Fitbit.        | 2 022 000                  | 8,9 %           |

### Saison 10 (2021 - 2022)
| N° | Date                   | Heure   | Titre                                                        | Réalisateur                      | Sujet, commentaires | Audience (téléspectateurs) | Part d'audience |
| -- | ---------------------- | ------- | ------------------------------------------------------------ | -------------------------------- | --- | -------------------------- | --------------- |
| 1  | jeudi 7 octobre 2021   | 21 h 5  | « DSK, enquête sur un homme d'influence »                    | Linda Bendali                    | Dominique Strauss-Kahn, Pandora Papers, Paradis fiscal, agent d'influence, corruption                                                                           | 2 270 000                  | 11,1 %          |
| 2  | jeudi 11 novembre 2021 | 21 h 10 | « Déchets : la grande illusion »                             | Claire Tesson avec Grégoire Huet | Recyclage, Citeo, mâchefer, Paprec, Pandora Papers, intérim, maladie professionnelle, méthanisation                                                             | 2 033 000                  | 9,9 %           |
| 3  | jeudi 13 janvier 2022  | 21 h 10 | « Liberté, santé, inégalités »                               | Gabriel Garcia et Julien Beccu   | Système de santé français, désertification médicale en France, dialyse, syndicat des médecins libéraux                                                          | 2 319 000                  | 11,4 %          |
| 4  | mardi 1er mars 2022    | 21 h 10 | « Ehpad : l'heure des comptes ? »                            | Marie Maurice                    | Korian, rentabilité, conditions de travail, DomusVi, marché immobilier français, valorisation immobilière, optimisation fiscale                                 | 2 944 000                  | 13,9 %          |
| 5  | jeudi 7 avril 2022     | 21 h 5  | « Ça se passe comme ça chez McDonald's ? »                   | Zoé de Bussierre                 | McDonald's, marketing, influenceur numérique, travail à la chaîne, risques psychosociaux, aliment ultratransformé, réduction de coût                            | 2 190 000                  | 10,8 %          |
| 6  | mardi 7 juin 2022      | 21 h 5  | « Agriculture : où sont passés les milliards de l'Europe ? » | Véronique Blanc                  | Politique agricole commune, impact environnemental de l'agriculture, biodiversité, subvention agricole, accaparement des terres, fraude, Agrofert, Andrej Babiš | 1 970 000                  | 9,6 %           |

### Saison 11 (2022 - 2023)
| N° | Date                    | Heure   | Titre                                                             | Réalisateur                      | Sujet, commentaires | Audience (téléspectateurs) | Part d'audience |
| -- | ----------------------- | ------- | ----------------------------------------------------------------- | -------------------------------- | --- | -------------------------- | --------------- |
| 1  | Jeudi 15 septembre 2022 | 21 h 10 | « Sécheresses, inondations : qui va payer la facture ? »          | Mathieu Robert                   | Catastrophe naturelle, sécheresse, artificialisation, compagnie d'assurances | 2 160 000                  | 11,5 %          |
| 2  | Jeudi 20 octobre 2022   | 21 h 10 | « Entreprises, mécénat, associations : les liaisons dangereuses » | Gabriel Garcia                   | Mécénat, lobby, détournement de fonds publics, marketing | 1 707 000                  | 9,6 %           |
| 3  | Jeudi 8 décembre 2022   | 21 h 10 | « Hold-up sur la Sécu : à qui profite la fraude ? »               | Donatien Lemaître                | Évasion fiscale, sécurité sociale, assurance maladie, professionnels de santé, fraude fiscale. | 2 660 000                  | 13,8 %          |
| 4  | Jeudi 26 janvier 2023   | 21 h 10 | « Superprofits : les multinationales s'habillent en vert »        | Claire Tesson                    | Multinationale, transition énergétique, réchauffement climatique, greenwashing, TotalEnergies, finance verte, BNP Paribas, Nespresso. | 2 060 000                  | 10,9 %          |
| 5  | Jeudi 16 mars 2023      | 21 h 10 | « Émission spéciale »                                             | Mathieu Robert et Manon Bachelot | Bilan sur les 10 ans d'existence de l'émission. | 1 855 000                  | 9,8 %           |
| 6  | Mardi 6 juin 2023       | 21 h 10 | « Alerte sur le bio »                                             | François Cardona                 | Biopesticides, Bacillus thuringiensis, Spinosad, Limite maximale de résidus, Ecocert, Comité permanent des végétaux, des animaux, des denrées alimentaires et de l’alimentation animale, Éric Andrieu, Biocontrôle, Syngenta Group, Pyrèthre de Dalmatie. | 1 261 000                  | 8,4 %           |

### Saison 12 (2023 - 2024)
| N° | Date                    | Heure   | Titre                                                      | Réalisateur      | Sujet, commentaires                                                                                         | Audience (téléspectateurs) | Part d'audience | Ref.    |
| -- | ----------------------- | ------- | ---------------------------------------------------------- | ---------------- | --- | -------------------------- | --------------- | ------- |
| 1  | Jeudi 28 septembre 2023 | 21 h 10 | « Porno, un business impitoyable »                         | Marie Maurice    | Pornhub, MindGeek, Violence contre les femmes, XVideos, Angel Piaff (es), Anal Vids (sv).                   | 3 400 000                  | 19 %            | [ 105 ] |
| 2  | Jeudi 16 novembre 2023  | 21 h 10 | « Le Monde merveilleux des ultra-riches »                  | Élise Menand     | Niche fiscale, évasion fiscale, richesse                                                                    | 2 170 000                  | 12 %            | [ 106 ] |
| 3  | Jeudi 25 janvier 2024   | 21 h 10 | « Travail de malade, malade du travail »                   | François Cardona | Maladies professionnelles, tableaux de maladies professionnelles, silicose, maltraitance dans certains ESAT | 1 590 000                  | 8,5 %           | [ 107 ] |
| 4  | Jeudi 22 février 2024   | 21 h 10 | « Énergie, covid : les profiteurs de crise »               | Claire Tesson    | Courtier en énergie, Fournisseur d'électricité.                                                             | 1 760 000                  | 9,2 %           |         |
| 5  | Jeudi 4 avril 2024      | 21 h 10 | « Argent facile : les fausses promesses des influenceurs » | Mathieu Robert   | Influenceur web, Vente pyramidale, Pari sportif, Autorité nationale des jeux.                               | 1 810 000                  | 10,5 %          |         |

### Saison 13 (2024 - 2025)
| N° | Date                    | Heure   | Titre                                                                            | Réalisateur       | Sujet, commentaires | Audience (téléspectateurs) | Part d'audience | Ref.    |
| -- | ----------------------- | ------- | -------------------------------------------------------------------------------- | ----------------- | --- | -------------------------- | --------------- | ------- |
| 1  | Mardi 17 septembre 2024 | 21 h 5  | « McKinsey, une firme au cœur du pouvoir »                                       | Donatien Lemaitre | Société de conseil, affaire McKinsey, campagne présidentielle d'Emmanuel Macron en 2017, impôt sur les sociétés en France | 1 715 000                  | 9,2 %           | [ 108 ] |
| 2  | Jeudi 14 novembre 2024  | 21 h 10 | « À qui profite l'immigration ? »                                                | Marie Maurice     | Étranger en situation irrégulière, demandeur d'asile                                                                      | 1 690 000                  | 8,6 %           | [ 109 ] |
| 3  | Jeudi 9 janvier 2025    | 21 h 10 | « Pénuries de médicaments : les labos font-ils la loi ? »                        | Julie Lotz        | Amoxicilline, pénurie, Vertex Pharmaceuticals, industriels pharmaceutiques                                                | 1 550 000                  | 8,4 %           | [ 110 ] |
| 4  | Jeudi 6 février 2025    | 21 h 10 | « Auchan, Decathlon... Les secrets d’une famille en or »                         | Gabriel Garcia    | Association familiale Mulliez, Decathlon, Auchan                                                                          | 2 450 000                  | 13,4 %          | [ 111 ] |
| 5  | Jeudi 10 avril 2025     | 21 h 10 | L'Intelligence artificielle a-t-elle déjà pris le contrôle sur notre quotidien ? | François Cardona  | Services publics, fraude fiscale, règlement sur l’intelligence artificielle                                               | 1 460 000                  | 8,9 %           | [ 112 ] |
| 6  | Mardi 24 juin 2025      | 21 h 10 | Politique et business : les liaisons dangereuses ?                               | Élise Menand      | Pantouflage, conflit d'intérêts, Pierre-Édouard Stérin                                                                    | 1 463 000                  | 9 %             | [ 113 ] |

## Récompenses
- Prix Louise-Weiss 2012 : Catégorie décryptage pour « Paradis Fiscaux : les petits secrets des grandes entreprises »[114]
- Grand prix des médias CB News 2013 de la meilleure émission de TV info et doc[115]
- Grand prix de la presse internationale (télévision) 2014[116]
- Laurier du magazine TV 2014[117] décerné par le Club Audiovisuel de Paris[118]
- Prix Éthique d'Anticor 2015[119]
- Grand Prix Gilles Jacquier Press'Tival 2015 pour « Les secrets inavouables de nos téléphones »[120]
- Prix de l'investigation aux DIG Awards 2015 pour « Les secrets inavouables de nos téléphones »[121]
- Finaliste du prix Albert-Londres 2015 pour « Les secrets inavouables de nos téléphones »[122]
- Prix SCAM de l'investigation au Festival International du Grand Reportage d'Actualité[123] pour « Mon président est en voyage d'affaires »
- Prix Pulitzer 2017 pour l'enquête du consortium international des journalistes d'investigation sur les Panama Papers dont Cash Investigation fait partie[124],[125]
- Prix Europa 2017 du meilleur programme TV d'actualité et d'investigation pour « Pédophilie dans l'Église : le poids du silence »[126]
- Prix DIG Student Mention aux DIG Awards 2018 pour « Coton : l'envers de nos tee-shirts »[127]
- Finaliste du Prix Investigate Long aux DIG Awards 2018 pour « Coton : l'envers de nos tee-shirts »[128]